# سید سجاد ظهیر
سجاد ظهیر (زاده ۱۹۰۴-درگذشته ۱۹۷۳) نویسندهٔ اردو و متفکر و انقلابی مارکسیست و کمونیست بود. او در دانشگاه آکسفورد درس خوانده و از بنیان‌گذاران حزب کمونیست هند بود و سال پس از آن در ۱۹۴۸ از بنیان‌گذاران حزب کمونیست پاکستان شد. او در ضمن از رهبران جنبش نویسندگان پیشرو بود و انجمن سراسری نویسندگان هند را خود تأسیس کرد.
مجموعه‌ای از داستان‌های او و دیگر نویسندگان چپ و پیشرو در ۱۹۳۶ به چاپ رسید که بلافاصله توسط دولت بریتانیا ممنوع اعلام شد.
او همسر رضیه سجاد ظهیر، نویسندهٔ اردو است.